# Batalha do Museu
A Batalha do Museu é um coletivo cultural e um dos exemplos de evento do tipo Batalha de Rap do Brasil, tendo sido criada em 2012 por Gerson Macedo de Oliveira vulgo Zen MC. As batalhas de rap estão se tornando comuns em praças e ruas do Distrito Federal (DF). Normalmente, perto de pontos de ônibus ou de metrô, os encontros entre os amantes da rima estão angariando seguidores pelas regiões. Atualmente, existem cerca de 37 batalhas de rap acontecendo diariamente no DF —  do Museu da República ao terminal de Ceilândia, os MCs travam batalhas e dão visibilidade à arte urbana.
Em 2018, houve uma polêmica quando o MC Zen fez uma improvisação na presença do então governador Rodrigo Rollemberg.
Em 2022, a Batalha do Museu sediou a Freestyle Master Series (FMS), organizando a terceira classificatória para o campeonato. Os artistas que participaram da classificatória em Brasília foram: Zen, Vitu, Menezes, Japa, Durap, CN, Tonhão, Kadoshi, Levinsk, Ruto, Dias, Motta, MT, CS e Gomes.
Outro destaque do rap brasiliense é a presença das mulheres. Uma das organizadoras da Batalha das Gurias, MC Lis mostra que o poder feminino no cenário do rap candango é forte. Porém, isso só se mantém graças ao foco que elas têm para continuar no ramo. “Nós, mulheres, temos que criar nossa própria oportunidade e, por causa disso, a gente tem que fazer duas vezes melhor que os MCs masculinos”, diz ela.
Existem crianças que também participam da Batalha do Museu. Um destaque é o MC BMO, que com apenas 13 anos de idade ganhou diversos duelos na Batalha do Museu, e tornou-se um fenômeno na internet - protagonizando, inclusive, a batalha de rap brasileira mais acessada no YouTube, contra a MC Anne, em 2016.
A Batalha do Museu consegue reunir diversos MCs de Brasília para compartilhamento de cultura, uma das partes mais importantes da formação de uma sociedade.
Alguns artistas surgiram após ganhar visibilidade nacional pela Batalha do Museu, artistas como: Alves, Biro Ribeiro, Emtee Beats, Froid, MC Sid, Murica, Jean Tassy, entre outros.

## Modo de Funcionamento
As batalhas geralmente começam com um "par ou ímpar" para determinar qual MC irá primeiro. O MC que começa geralmente terá 45 segundos para fazer um freestyle rap contra o outro, dessa forma criando um ataque. Em seguida, o outro MC terá 45 segundos para se defender elaborando suas rimas improvisadas de resposta. Assim que o MC que está defendendo concluir, este MC agora atacará por 45 segundos. Finalmente, o MC que iniciou a batalha terá 45 segundos para se defender, logo concluindo a batalha. 
Caso haja um empate após os dois primeiros rounds, será emitido um terceiro round onde os dois MCs devem rimar de forma intercalada, conhecido popularmente como o formato "bate e volta", sendo que um MC rima 8 versos e o outro MC responde com 8 versos, o MC inicial então rima mais 4 versos e o outro MC responde com 4 versos de acordo. Durante o terceiro round, esse formato "bate e volta" continua até o tempo esgotar (geralmente 45 segundos de duração). Depois a plateia e os jurados determinam o MC vencedor da batalha.
Os rappers que desejam participar de um evento da Batalha do Museu precisam fazer a devida inscrição previamente e, normalmente, são selecionados através de um sorteio cerca de 16 MCs. A cada batalha, os MCs são eliminados para que, no final, seja escolhido um vencedor. Normalmente, a plateia escolhe o vencedor, embora às vezes também existem jurados presentes com cartões de pontuação. Esses jurados analisam minuciosamente cada batalha e dão pontos a cada MC com base em seu conteúdo lírico, flow, presença de palco, punchlines, entre outros critérios.

## Seletivas Estadual DF

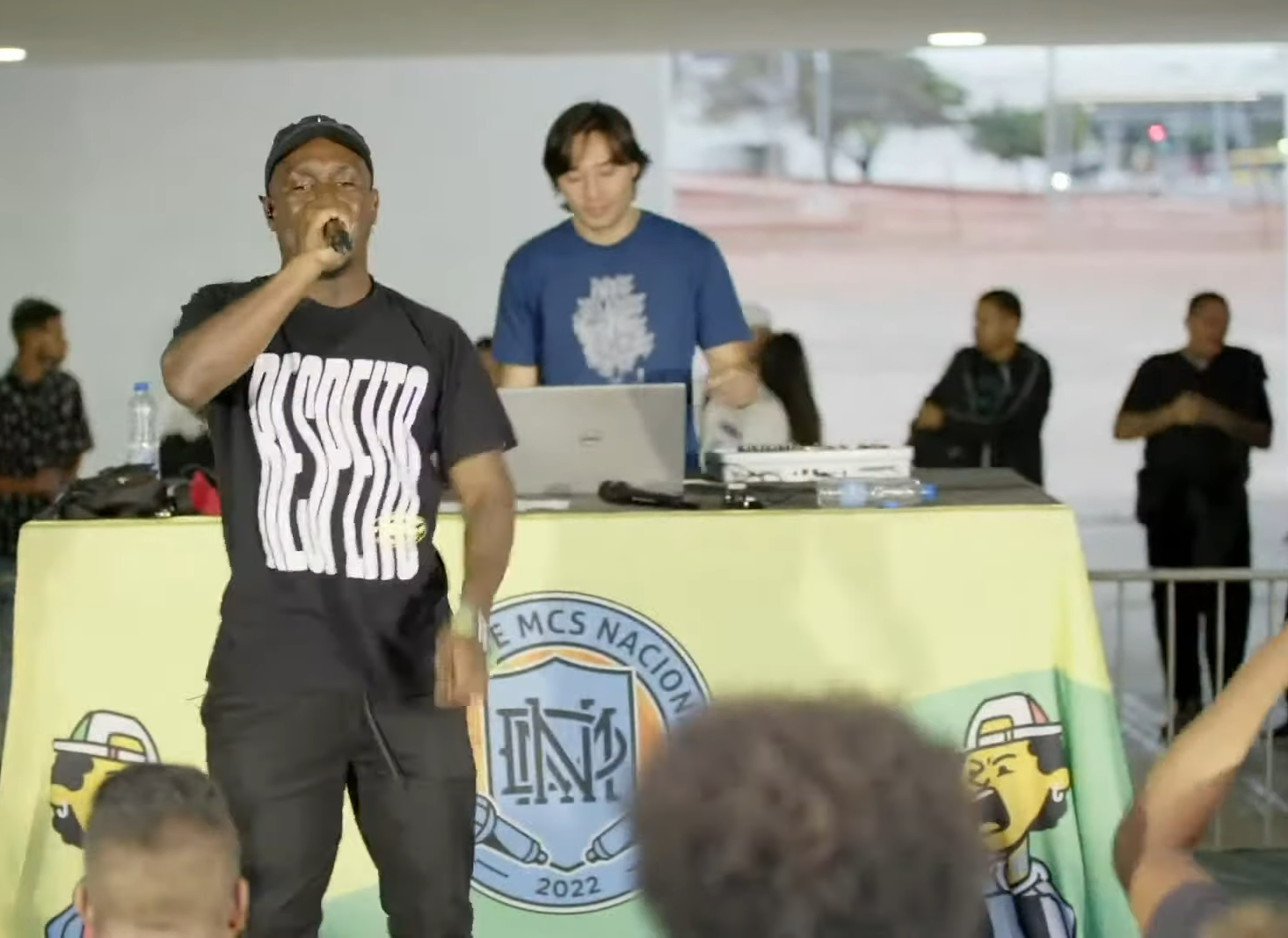
Din com o Emtee Beats na Seletiva Estadual DF 2022.

Todo ano, a Batalha do Museu realiza uma competição de seletivas entre os MCs do DF para o Duelo Nacional de MC's. Geralmente, o MC campeão da seletiva Estadual DF será o MC representante do Distrito Federal no Duelo de MCs nacional em Belo Horizonte. Dessa forma, o MC representante do DF terá uma chance de se consagrar como o MC campeão do Brasil.
Em 2019, o campeão da Estadual DF foi o rapper Hate Aleatório, sendo que 16 MCs participaram do evento e o Emtee Beats foi o DJ do evento, tocando os instrumentais das batalhas. A final foi entre Hate e o MC Jhon. Hate contou posteriormente que treinou por 2 anos para melhorar suas habilidades no freestyle rap.
Em 2020, três MCs foram escolhidos através das seletivas do Estadual DF, sendo esses: Alves (campeão estadual), Balota e Gomes (ambos por meio das repescagens). Eventualmente, Alves foi campeão do Duelo Nacional de MC's 2020, sendo que a edição foi realizada em 2021 por conta da Pandemia de COVID-19.
Em 2022, ocorreu a seletiva estadual do Distrito Federal, sendo que o Douglas Din foi o apresentador do evento e o Emtee Beats ficou encarregado de tocar os instrumentais e músicas. A partir desse ano, as seletivas para a Duelo Nacional passaram a ocorrem em todas as unidades 27 federativas do Brasil.